# Moynalty
Moynalty (en irlandais : Maigh nEalta, la plaine des troupeaux) est un village au nord-ouest du comté de Meath, en Irlande. 

## Géographie
Le village est situé à l'intersection des routes R194 et R164, routes régionales, à 8 km au nord de Kells, près de la frontière avec le comté de Cavan. 
La localité a fait partie de la Kells Poor Law Union. 
La rivière Borora traverse le village. 
La population se montait à 116 habitants en 2011 .

## Toponymie
Selon les Annales des quatre maîtres, le nom de “Mágh nEalta” aurait été introduit en Irlande vers 2000 avant J.-C., lorsque Partholon, un grec, aurait donné ce nom à une plaine fertile et sans arbres située près de Dublin. Comme la description donnait son emplacement, la région désormais connue sous le nom de Moynalty a également reçu le nom de Magh nEalta.
Le nom a été initialement utilisé pour décrire les terres seigneuriales et la colonie dans la région.
Le synode de Kells, en 1152, a restructuré le catholicisme en Irlande, remplaçant un système monastique de direction de l'Église irlandaise par un système de paroisses, de diocèses et d'archidiocèses. Comme l'ancien village seigneurial avait adopté le nom de la plaine environnante, la nouvelle paroisse a pris le même nom.

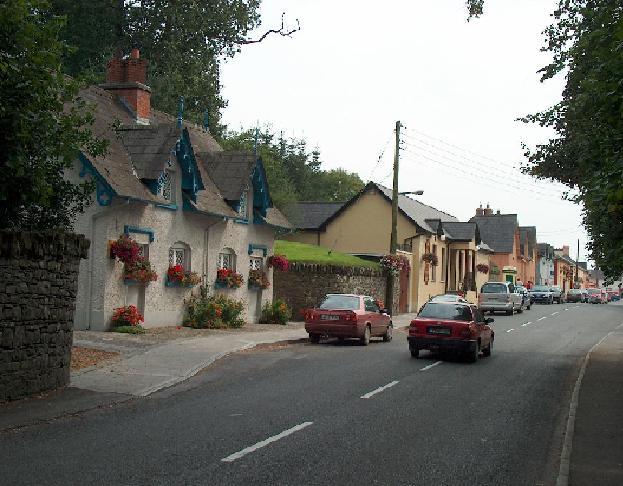
Moynalty en 2006.

## Histoire
Des objets en bronze, une chaîne, des plaques et un heurtoir de porte, décorés dans un style du VIIIe siècle, ont été découverts dans le townland de Donore, à Moynalty, lors d’une fouille en 1984,. Les objets sont déposés au Musée national d'Irlande depuis juin 1985.
James Farrell  a acheté les terres de Moynalty et son arrière-pays en 1790. Son petit-fils, John Arthur, a achevé la construction du village de Moynalty en 1837. Ce dernier est dans une certaine mesure basé sur un projet suisse. Le village a été construit sur un côté de la route et porte le slogan "Tous d'un côté comme à Moynalty".
Ce n’est qu’après 1900 que des maisons ont été construites du côté du fleuve.
Une fabrique de dentelle de Moynalty a permis d'approvisionner l'épouse du roi George au palais de Buckingham à Londres. 
Le village est devenu un site reconnu grâce au concours national Tidy Towns. En 2011, Moynalty a reçu le titre de ville la mieux gérée d'Irlande. 
Le village accueille le festival Moynalty Steam Threshing (fête de la machine à vapeur) qui se tient au mois d'août depuis 1975.

## Transports
La ligne 108 des Bus Éireann assure trois voyages par jour (un le dimanche) jusqu'à Kells et trois trajets par jour (un le dimanche) vers Bailieborough, dans le comté de Cavan, via Mullagh.
Les liaisons en aval, vers Dublin et l'aéroport de Dublin, sont accessibles à Kells.

## Personnalités locales
- Matthew Gilsenan - Membre du groupe de musique classique basé en Irlande, The Celtic Tenors, né à Moynalty au début des années 1970.
- Patrick Lynch (1867-1944), sénateur australien, né à Shearke, Moynalty en 1867.